# 國泰 (天順進士)
國泰（1428年—？），字時雍，直隸真定府冀州武邑縣人，明朝政治人物。進士出身。

## 生平
順天府鄉試第二十九名。天順四年（1460年）庚辰科會試第一百六名，殿試登進士第二甲第四十八名。歷官吏部郎中，升布政司左參政。

## 家族
曾祖父國孝先。祖父國大有。父亲國璧，曾任江都縣知縣。